# Голубая лагуна (фильм, 1949)
«Голубая лагуна» (англ. The Blue Lagoon) — британский цветной приключенческий фильм 1949 года, снятый режиссёром Фрэнком Лондером по роману «Голубая лагуна» Генри де Вер Стэкпула.

## Сюжет
Викторианская эпоха. В 1841 году британский корабль терпит кораблекрушение в южных водах Тихого океана. Старый моряк Пэдди Баттон помогает двум выжившим детям — Эммелин Фостер и Майклу Рейнольдсу — покинуть тонущий корабль. Проведя несколько дней в лодке посреди океана, они достигают берегов тропического острова, на котором находилась заброшенная хижина. Вскоре, упав с обрыва, погибает старый моряк, заботящийся о Эммелин и Майкле. И дети остаются на острове одни. Проходят годы. Майкл и Эммилин, находясь на райском острове, заботясь друг о друге, преодолевают все трудности. Между повзрослевшими Майклом и Эммелин рождается любовь, и они обзаводятся потомством… 

## В ролях
- Джин Симмонс — Эммелин Фостер
- Дональд Хьюстон — Майкл Рейнольдс
- Сьюзан Стрэнкс — Эммелин в детстве
- Питер Рудольф Джонс — Майкл в детстве
- Ноэль Пёрселл — Пэдди Баттон
- Джеймс Хэртон — доктор Мёрдок
- Сирил Кьюсак — Джеймс Картер
- Нора Николсон — миссис Стэннард
- Морис Денэм — капитан корабля
- Филип Стейнтон — мистер Энсти
- Патрик Барр — второй помощник капитана[англ.]
- Лин Эванс — Троттер
- Рассел Уотерс — Крэггс
- Стюарт Линдселл — владелец яхты
- Дороти Батли — его жена
- Джон Боксер — Ник Корбетт
- Билл Реймонд — Марсден

## Съёмочная группа
- Режиссёр: Фрэнк Лондер
- Продюсеры: Сидни Гиллиат, Фрэнк Лондер
- Сценаристы: Джон Бейнс, Майкл Хоган, Фрэнк Лондер
- Оператор: Джеффри Ансуорт
- Композитор: Паркер Клифтон

## Номинации
- Венецианский кинофестиваль — номинация (1949)[2]